# Anadiasa
Anadiasa is een geslacht van vlinders van de familie spinners (Lasiocampidae), uit de onderfamilie Lasiocampinae.

## Soorten
- A. affinis Aurivillius, 1911
- A. colenettei Hartig, 1940
- A. definita (Bethune-Baker, 1911)
- A. fuscofasciata (Aurivillius, 1922)
- A. geyri (Rothschild, 1915)
- A. griseata (Warren & Rothschild, 1905)
- A. hartigi Szent-Ivány, 1942
- A. jansei Aurivillius, 1917
- A. malacosomoides (Rothschild, 1915)
- A. nicotrai Hartig, 1940
- A. obsoleta (Klug, 1830)
- A. pseudometoides Tams, 1929
- A. punctifascia (Walker, 1855)
- A. sahariensis Rothschild, 1921
- A. schoenheiti (Wichgraf, 1922)
- A. schonheiti (Wichgraf, 1922)
- A. simplex Pagenstecher, 1903
- A. swierstrae Aurivillius, 1922
- A. swierstrai Aurivillius, 1922
- A. undata (Klug, 1830)